# 2020–2021-es magyar női labdarúgó-bajnokság (első osztály)
A 2020–2021-es magyar nemzeti női labdarúgó-bajnokság első osztálya (hivatalos nevén: Simple Női Liga) nyolc csapat részvételével 2020. augusztus 15-én rajtolt. Az MLSZ 2020. május 5-i bejelentése alapján, az előző évi bajnokságot félbeszakító koronavírus-járvány miatt bajnok és kieső nélkül lezárt kiírás együttesei jogosultak a szezon küzdelmeiben szerepelni.

## A bajnokság csapatai
A 2020–2021-es magyar nemzeti labdarúgó-bajnokság első osztályát nyolc csapat részvételével rendezték. Négy fővárosi és négy vidéki egyesület vett részt.

### Csapatok adatai
| Klub               | Település                 | Stadion                            | Férőhely | Vezetőedző     | 2019–20-as helyezés |
| ------------------ | ------------------------- | ---------------------------------- | -------- | -------------- | ------------------- |
| Astra-ALEF HFC     | Budapest XXI., Csepel     | Üllő Városi Sporttelep             | 400      | Szász Ferenc   | 4.                  |
| Diósgyőri VTK      | Miskolc                   | DVTK Edzőközpont                   | 1 000    | Fórizs Sándor  | 3.                  |
| ETO FC Győr        | Győr                      | ETO Park                           | 16 000   | Menczeles Iván | 6.                  |
| Ferencvárosi TC    | Budapest IX., Ferencváros | Kocsis Sándor Sportközpont         | 5 000    | Dörnyei Balázs | 1.                  |
| Haladás-Viktória   | Szombathely               | Király Sportlétesítmény            | 300      | Székely Tibor  | 5.                  |
| Kelen SC           | Budapest XI., Kelenföld   | Béke téri sporttelep               | 12 000   | Könczey Zsolt  | 7.                  |
| MTK Hungária FC    | Budapest VIII.            | Sport utcai Stadion                | 2 500    | Tóth Mihály    | 2.                  |
| Kész-St. Mihály FC | Szeged                    | Erdei Ferenc téri Sporttelep, Makó | 3 500    | Jenei Péter    | 8.                  |

### Vezetőedző váltások
| Csapat           | Távozó edző                | Ok               | Dátum              | Poz. | Érkező edző                | Dátum             |
| ---------------- | -------------------------- | ---------------- | ------------------ | ---- | -------------------------- | ----------------- |
| MTK              | Varga Attila               | közös megegyezés | 2021. január 6.    | 1.   | Tóth Mihály                | 2021. január 9.   |
| ETO FC Győr      | Kulcsár Zsolt              | kinevezés        | 2020. október 13.  | 7.   | Tóth Alexandra (megbízott) | 2020. október 13. |
| ETO FC Győr      | Tóth Alexandra (megbízott) | szerződés vége   | 2020. december 31. | 8.   | Menczeles Iván             | 2021. január 9.   |
| Haladás-Viktória | Szabados György            | közös megegyezés | 2021. december 31. | 6.   | Székely Tibor              | 2021. január 25.  |

## Alapszakasz
| #  | Csapat                   | M  | GY | D | V  | G+ – G– | GK  | P  | Megjegyzések  |
| -- | ------------------------ | -- | -- | - | -- | ------- | --- | -- | ------------- |
| 1. | MTK Hungária FC          | 21 | 18 | 1 | 2  | 79–14   | +65 | 55 | Bajnoki döntő |
| 2. | Ferencvárosi TC CV B KGY | 21 | 17 | 3 | 1  | 78–17   | +61 | 54 | Bajnoki döntő |
| 3. | Diósgyőri VTK            | 21 | 12 | 3 | 6  | 45–18   | +27 | 39 | 3. helyért    |
| 4. | Astra-ALEF HFC           | 21 | 9  | 3 | 9  | 43–41   | +2  | 30 | 3. helyért    |
| 5. | ETO FC Győr              | 21 | 5  | 5 | 11 | 21–61   | −40 | 20 |               |
| 6. | Haladás-Viktória         | 21 | 4  | 5 | 12 | 19–40   | −21 | 17 |               |
| 7. | Kész-St. Mihály FC       | 21 | 3  | 6 | 12 | 21–47   | −26 | 15 | Osztályozó    |
| 8. | Kelen SC K               | 21 | 3  | 0 | 18 | 17–85   | −68 | 9  | NB II         |

Utolsó frissítés: 2021. május 16. 
Forrás: MLSZ adatbank 
A rangsorolás alapszabályai: 1. összpontszám, 2. egymás elleni eredmények összpontszáma, 3. gólkülönbség, 4. szerzett gólok száma.
(B): Bajnokcsapat, (K): Kieső csapat, (F): Feljutó csapat, (I): Kupainduló, (R): A rájátszás győztese, (KGY): Kupagyőztes

Megjegyzések
A bajnokság 11. fordulójában az Astra-ALEF HFC több játékosának pozitív COVID–19 tesztje miatt nem tudta vállalni a Diósgyőri VTK elleni játékot, ezért az MLSZ 3-0-ás gólkülönbséggel a DVTK javára igazolta a három bajnoki pontot.

## Osztályozó
| 2020. május 30. 13:00 |

| Puskás Akadémia             | 2–1               | Kész-St. Mihály FC |
| --------------------------- | ----------------- | ------------------ |
| Nagypál 50' Krascsenics 87' | (0–1) Jegyzőkönyv | Savanya 27'        |

| Puskás Aréna Nézőszám: 0 Játékvezető: Molnár Réka |

| 2020. június 6. 17:30 |

| Kész-St. Mihály FC | 1–1   | Puskás Akadémia |
| ------------------ | ----- | --------------- |
| Papp 81'           | (0–0) | Krascsenics 79' |

| Erdei Ferenc téri Sporttelep, Makó |

A Puskás Akadémia együttese feljutott az élvonalba

## 3. helyért
| 2020. május 22. 17:00 |

| Diósgyőri VTK | 1–3               | Astra-ALEF HFC                  |
| ------------- | ----------------- | ------------------------------- |
| Byrne 36'     | (1–1) Jegyzőkönyv | Sipos 20' Szakonyi 42' Gelb 62' |

| DVTK Edzőközpont Nézőszám: 0 Játékvezető: Takács Ákos |

| 2020. május 26. 17:30 |

| Astra-ALEF HFC           | 2–3               | Diósgyőri VTK                    |
| ------------------------ | ----------------- | -------------------------------- |
| Dikanová 3' Szakonyi 56' | (1–0) Jegyzőkönyv | Barker 59' Vachter 72' Sandu 84' |

| Üllő Városi Sporttelep Nézőszám: 0 Játékvezető: Borbás Bottyán Aurél |

| 2020. május 29. 17:00 |

| Diósgyőri VTK                                                                | 2–2               | Astra-ALEF HFC                                                                 |
| ---------------------------------------------------------------------------- | ----------------- | ------------------------------------------------------------------------------ |
| Higgins 69' Barker 90+5'                                                     | (0–2) Jegyzőkönyv | Vicsek 36' Kós 40'                                                             |
| Büntetőpárbaj                                                                |                   |                                                                                |
| Williamson Byrne Voilá Palamá Vachter Higgins Barker Bradić Sandu Branyiczki | 9–10              | Skultéty Vidács Gelb Rozmis Vicsek Szakonyi Véninger Király Erdész Vidovenyecz |

| DVTK Edzőközpont Nézőszám: 0 Játékvezető: Lovas László |

Az Astra-ALEF HFC együttese végzett a bajnokság 3. helyén

## Bajnoki döntő
| 2020. május 23. 17:15 |

| MTK Hungária FC | 0–3         | Ferencvárosi TC                     |
| --------------- | ----------- | ----------------------------------- |
|                 | Jegyzőkönyv | Vágó 39' Cameron 53' Fenyvesi 90+2' |

| Szőnyi úti Stadion Játékvezető: Gaál Ákos |

| 2020. május 26. 17:30 |

| Ferencvárosi TC                  | 3–2         | MTK Hungária FC            |
| -------------------------------- | ----------- | -------------------------- |
| Vágó 10' Cameron 22' Pusztai 50' | Jegyzőkönyv | Kocsán 55' Szemán-Tóth 66' |

| Kocsis Sándor Sportközpont Nézőszám: 0 Játékvezető: Szigetvári Márk |

| A 2020–2021-es Simple női Liga győztese |
| --------------------------------------- |
| Ferencvárosi TC 4. cím                  |

## Statisztikák
| Gól | Név                   | Csapat                             |
| --- | --------------------- | ---------------------------------- |
| 26  | Vágó Fanny            | Ferencvárosi TC                    |
| 23  | Pápai Emőke           | MTK Hungária FC                    |
| 16  | Kocsán Petra          | MTK Hungária FC                    |
| 10  | Sipos Lilla           | Astra-ALEF HFC                     |
| 10  | Szakonyi Emese        | Astra-ALEF HFC                     |
| 10  | Vicsek Nóra           | Astra-ALEF HFC                     |
| 9   | Siklér Kinga          | Ferencvárosi TC                    |
| 8   | Hanna Barker          | Diósgyőri VTK                      |
| 8   | Biljana Bradić        | Diósgyőri VTK                      |
| 8   | Csányi Diána          | MTK Hungária FC                    |
| 8   | Herczeg Andrea        | Haladás-Viktória                   |
| 8   | Szil Tünde            | Haladás-Viktória                   |
| 8   | Török Lilla           | Kész-St. Mihály FC                 |
| 8   | Bianca-Marilena Sandu | Diósgyőri VTK                      |
| 6   | Diószegi Fanni        | MTK Hungária FC                    |
| 6   | Oláh Adrienn          | Diósgyőri VTK (2), ETO FC Győr (4) |
| 6   | Vachter Fanni         | Diósgyőri VTK                      |
| 5   | Tiffany Cameron       | Ferencvárosi TC                    |
| 5   | Czellér Dorottya      | Ferencvárosi TC                    |
| 5   | Jelena Koprena        | Kész-St. Mihály FC                 |
| 5   | Vanessa Marques       | Ferencvárosi TC                    |
| 5   | Pusztai Sára          | Ferencvárosi TC                    |
| 4   | Ács Krisztina         | Kelen SC                           |
| 4   | Fenyvesi Evelin       | Ferencvárosi TC                    |
| 4   | Melisa Hasanbegović   | Ferencvárosi TC                    |
| 4   | Mayer Zsófia          | MTK Hungária FC                    |
| 4   | Mosdóczi Evelin       | Ferencvárosi TC                    |
| 4   | Nagy Viktória         | Ferencvárosi TC                    |
| 4   | Németh Loretta        | MTK Hungária FC                    |
| 4   | Hriszánti Voilá       | Diósgyőri VTK                      |
| 3   | Erdész Fanni          | Astra-ALEF HFC                     |
| 3   | Timea Feketevíziová   | ETO FC Győr                        |
| 3   | Victoria Kehrer       | Ferencvárosi TC                    |
| 3   | Sali Rebeka           | ETO FC Győr                        |
| 3   | Savanya Csilla        | Kész-St. Mihály FC                 |
| 3   | Szemán-Tóth Barbara   | MTK Hungária FC                    |
| 3   | Telek-Sümegi Éva      | Kelen SC                           |
| 2   | Árvay Hanna           | Kelen SC                           |
| 2   | Bokor Blanka          | MTK Hungária FC                    |
| 2   | Bódai Viktória        | ETO FC Győr                        |
| 2   | Elizabeth Brandon     | Ferencvárosi TC                    |
| 2   | Brianne Cremer        | MTK Hungária FC                    |
| 2   | Geovana Alves         | Kelen SC                           |
| 2   | Horváth Cintia        | ETO FC Győr                        |
| 2   | Lara Ivanuša          | Ferencvárosi TC                    |
| 2   | Legendás Lora         | MTK Hungária FC                    |
| 2   | Nagy Fanni            | Diósgyőri VTK (1), ETO FC Győr (1) |
| 2   | Nádudvari Anna        | Astra-ALEF HFC                     |
| 2   | Öreg Cintia           | ETO FC Győr                        |
| 2   | Rácz Zsófia           | Astra-ALEF HFC                     |
| 2   | Stefán Bernadett      | MTK Hungária FC                    |
| 2   | Natalie Stephens      | MTK Hungária FC                    |
| 2   | Urbán Anett           | Haladás-Viktória                   |
| 2   | Vida Boglárka         | ETO FC Győr                        |
| 1   | Balázs Eszter         | Kelen SC                           |
| 1   | Barkóczi Bernadett    | Kelen SC                           |
| 1   | Bartalis Barbara      | Kész-St. Mihály FC                 |
| 1   | Bernhardt Bernadett   | Kelen SC                           |
| 1   | Boros Kinga           | Kész-St. Mihály FC                 |
| 1   | Branyiczki Maja       | Diósgyőri VTK                      |
| 1   | Opal Courtney Curless | MTK Hungária FC                    |
| 1   | Dominika Dikanová     | Astra-ALEF HFC                     |
| 1   | Fördős Beatrix        | Haladás-Viktória                   |
| 1   | Gaál Rebeka           | ETO FC Győr                        |
| 1   | Gelb Mónika           | Astra-ALEF HFC                     |
| 1   | Siobhan Higgins       | Diósgyőri VTK                      |
| 1   | Kiss-Lantos Hanna     | Kész-St. Mihály FC                 |
| 1   | Kókány Regina         | Kelen SC                           |
| 1   | Sofia Koggouli        | Diósgyőri VTK                      |
| 1   | Kós Petra             | Astra-ALEF HFC                     |
| 1   | Magyarics Zoé         | MTK Hungária FC                    |
| 1   | Németh Zsófia         | Haladás-Viktória                   |
| 1   | María Palamá          | Diósgyőri VTK                      |
| 1   | Papp Szidónia         | Kész-St. Mihály FC                 |
| 1   | Pinczi Anita          | MTK Hungária FC                    |
| 1   | Marlo Sweatman        | Kész-St. Mihály FC                 |
| 1   | Tatai Krisztina       | Kelen SC                           |
| 1   | Tillinger Dóra        | ETO FC Győr                        |
| 1   | Vidács Krisztina      | Astra-ALEF HFC                     |
| 1   | Zágonyi Barbara       | Kelen SC                           |

| Öngól | Név               | Csapat             |
| ----- | ----------------- | ------------------ |
| 1     | Fleck Nikolett    | ETO FC Győr        |
| 1     | Horti Boglárka    | Haladás-Viktória   |
| 1     | Sladana Mičić     | Kész-St. Mihály FC |
| 1     | Nádudvari Anna    | Astra-ALEF HFC     |
| 1     | Orsolya Rublíková | ETO FC Győr        |
| 1     | Tatai Krisztina   | Kelen SC           |

| Mérk. | Név                  | Csapat                               |
| ----- | -------------------- | ------------------------------------ |
| 8     | Chandra Bednar       | Ferencvárosi TC                      |
| 8     | Szőcs Réka           | MTK Hungária FC (2), ETO FC Győr (6) |
| 7     | Varga Luca           | MTK Hungária FC                      |
| 6     | Farkas Katalin       | Astra-ALEF HFC                       |
| 5     | Bíró Barbara         | Haladás-Viktória                     |
| 5     | Schildkraut Fruzsina | Diósgyőri VTK                        |
| 4     | Ádám Anna            | Diósgyőri VTK                        |
| 4     | Samu Anna            | MTK Hungária FC                      |
| 3     | Tamara Škorić        | Kész-St. Mihály FC                   |
| 2     | Barti Luca           | Ferencvárosi TC                      |
| 1     | Csontos Zsanett      | Kész-St. Mihály FC                   |
| 1     | Török Noémi          | Astra-ALEF HFC                       |

- Az MLSZ határozatai által eldöntött mérkőzések góljai nincsenek feltüntetve[9]